# Belgiens Grand Prix 1970
Belgiens Grand Prix 1970 var det fjärde av 13 lopp ingående i formel 1-VM 1970. 

## Resultat
1. Pedro Rodríguez, BRM, 9 poäng
2. Chris Amon, March-Ford, 6
3. Jean-Pierre Beltoise, Matra, 4
4. Ignazio Giunti, Ferrari, 3
5. Rolf Stommelen, Auto Motor und Sport (Brabham-Ford), 2
6. Henri Pescarolo, Matra, 1 (varv 27, elsystem)
7. Jo Siffert, March-Ford (26, bränsletryck)
8. Jacky Ickx, Ferrari

### Förare som bröt loppet
- Ronnie Peterson, Antique Automobiles/Colin Crabbe Racing (March-Ford) (varv 20, för få varv)
- Jack Brabham, Brabham-Ford (19, koppling)
- Graham Hill, R R C Walker (Lotus-Ford) (19, motor)
- Jackie Stewart, Tyrrell (March-Ford) (14, motor)
- John Miles, Lotus-Ford (13, växellåda)
- Jochen Rindt, Lotus-Ford (10, motor)
- Jackie Oliver, BRM (7, motor)
- Piers Courage, Williams (De Tomaso-Ford) (4, oljetryck)
- Derek Bell, Tom Wheatcroft Racing (Brabham-Ford) (1, växellåda)

### Förare som ej startade
- Alex Soler-Roig, World Wide Racing/Garvey Team Lotus (Lotus-Ford)